# Nordostrundingen

Nordøstrundingen et les trois autres points extrêmes du Groenland

Nordostrundingen (danois : Nordøstrundingen) est le cap situé le plus à l'est de l'île principale du Groenland. C'est également le point le plus oriental du continent américain ; il se trouve plus à l'Est que trois pays d'Afrique (Guinée-Bissau, Gambie, Cap-Vert), mais également plus à l'est que le point le plus occidental de l'Europe (situé en Islande).
Nordostrundingen marque la séparation entre les mers de Wandel au nord et du Groenland au sud.